# Naivasha
Naivasha (svahilsky Naivasha) je vnitrozemské město v provincii Nakuru v Keni. Nachází se severozápadně od hlavního města Nairobi na břehu stejnojmenného jezera podél hlavní silnice z Nairobi do Nakuru a Ugandské železnice. V roce 2009 ve městě žilo 169 142 obyvatel. Živí se hlavně zemědělstvím, přičemž převažuje pěstování květin.
Město je oblíbeným cílem turistů. V okolí se nachází dva národní parky:
- Hell's Gate National Park, podle jehož krajiny byl vytvořen animovaný film Lví král
- Longonot National Park se stejnojmennou sopkou.

Ve městě byla podepsaná mírová smlouva, která ukončila druhou súdánskou občanskou válku a je známá jako Naivašská smlouva.